# Gesnes
Gesnes ist eine französische Gemeinde mit 238 Einwohnern (Stand: 1. Januar 2022) im Département Mayenne in der Region Pays de la Loire. Sie gehört zum Arrondissement Mayenne und zum Kanton Bonchamp-lès-Laval. 

## Geographie
Gesnes liegt etwa 18 Kilometer ostnordöstlich von Laval. Umgeben wird Gesnes von den Nachbargemeinden La Bazouge-des-Alleux im Norden, Saint-Ouën-des-Vallons im Nordosten, Montsûrs im Osten und Süden sowie Châlons-du-Maine im Westen.

## Bevölkerungsentwicklung
| Jahr                       | 1962 | 1968 | 1975 | 1982 | 1990 | 1999 | 2006 | 2019 |
| Einwohner                  | 228  | 208  | 174  | 193  | 170  | 174  | 208  | 230  |
| Quellen: Cassini und INSEE |      |      |      |      |      |      |      |      |

## Sehenswürdigkeiten
- Kirche Saint-Sixte aus dem 11./12. Jahrhundert, seit 2005 Monument historique
- Herrenhaus des Priorats, das Priorat wurde im 11. Jahrhundert begründet

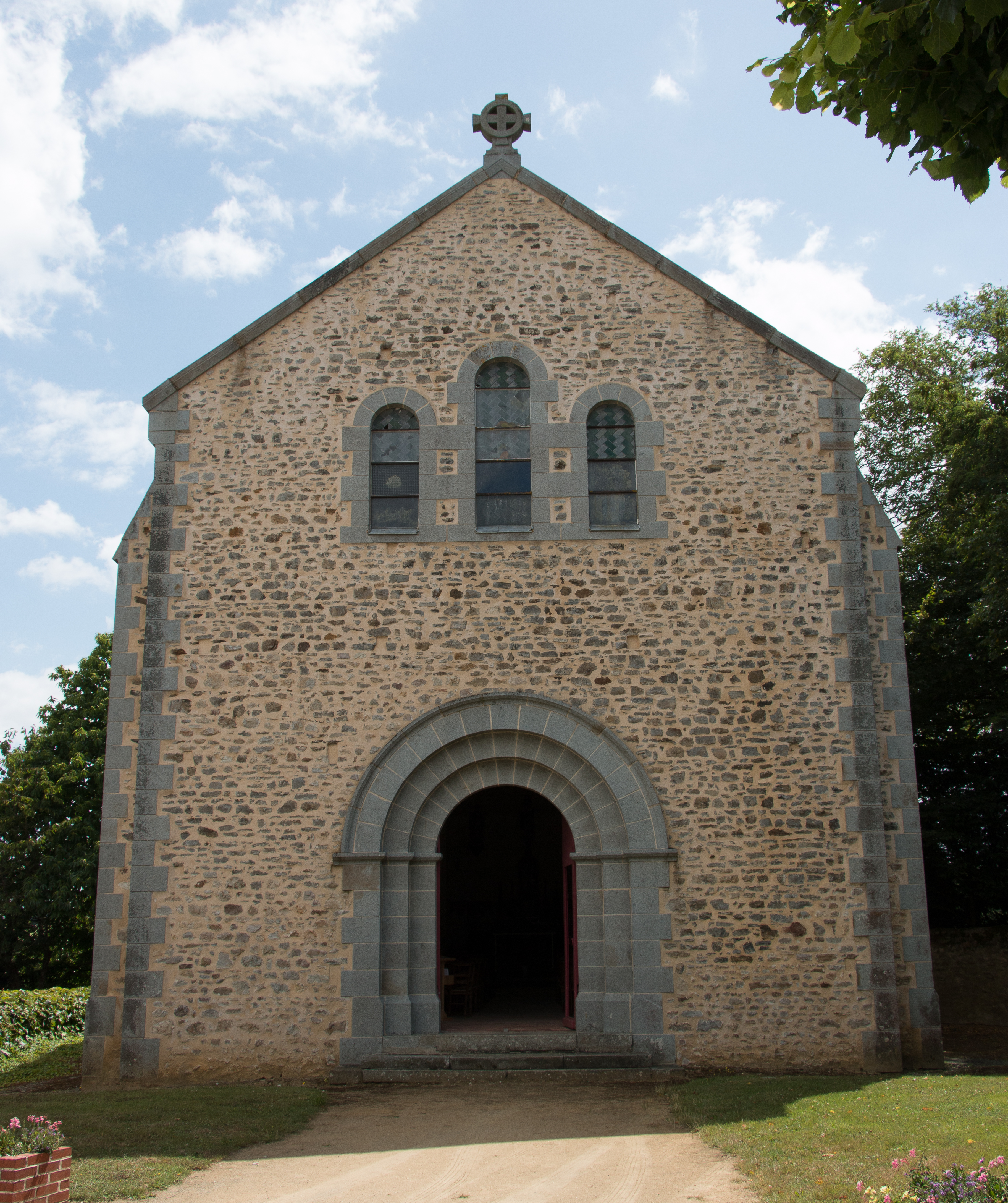
Kirche Saint-Georges